# Primeira Divisão de Santiago Sul
O Primeira Divisão de Futebol de Santiago Sul é um dos mais antigas competições  realizado em Cabo verde. É gerenciada pela Associação Regional de Futebol de Santiago Sul (ARSSF). Consiste-se de municípios (ou concelhos) de Praia, Ribeira Grande de Santiago e São Domingos.
Clubes finido em dois últimas posições relegado em Segunda Divisão por próxima temporada.

## História
O primeiro temporada de Santiago Sul foi anos de 1990 e cerca de 1994, fundado o Primeira e Segunda Divisão regional. Após 1998 até 2005, o campeonato de Segunda Divisao não disputado uma rodada. Até 2007, com exceição de 2003 até 2006
Inicialmente todos o clubes unicamente foi baseado em concelho da Praia, o concelho de São Domingos (após médio de anos de 1990 até 2010) foi criado em 1990 e mais tarde, Ribeira Grande foi criado em 2005, separado de parte oueste de concelho da Praia. Em 2010, todos o clubes baseado de concelho de São Domingos transferado após de zona norte ver zona sul.  Até temporada de 2014-15, o divisão constitudo com 10 clubes e 18 rodadas. Em primeira quatros anos, clubes notaveis recordam mais pontos, golos (gols) e vences (e.g. Sporting, Boavista, Académica da Praia) e recentamente, o clube não o mais cincos de região, Celtic de Achadinha da Baixo, vencéo o único título por temporada de 2018-19.
Todos o títulos esse clubes que serviram o todo da Praia.
Recentamente, o temporada de 2019-20 (campeonato e taça) é suspendido de COVID-19 desde 19 de março. O jogos pareado á 18a rodada.

## Radio e televisão
A RCV e TCV tem os direitos de transmissão de menor parte dos jogos de Primeira Divisão da ilha, particularmente jogos com mais quatro clubes de Sporting, Boavista, Travadores e Académica. Além transmissado em outros ilhas em parte.

## Temporada atual
A edição de 2019/20 é composta por 12 clubes em primeira divisão e 10 em segunda divisão e serão disputadas 22 rodadas, em turno e returno, como na edição anterior.